# Westwood, Kansas
Westwood är en ort i Johnson County i Kansas. Vid 2010 års folkräkning hade Westwood 1 506 invånare.